# ジョルジュ・ダンテス

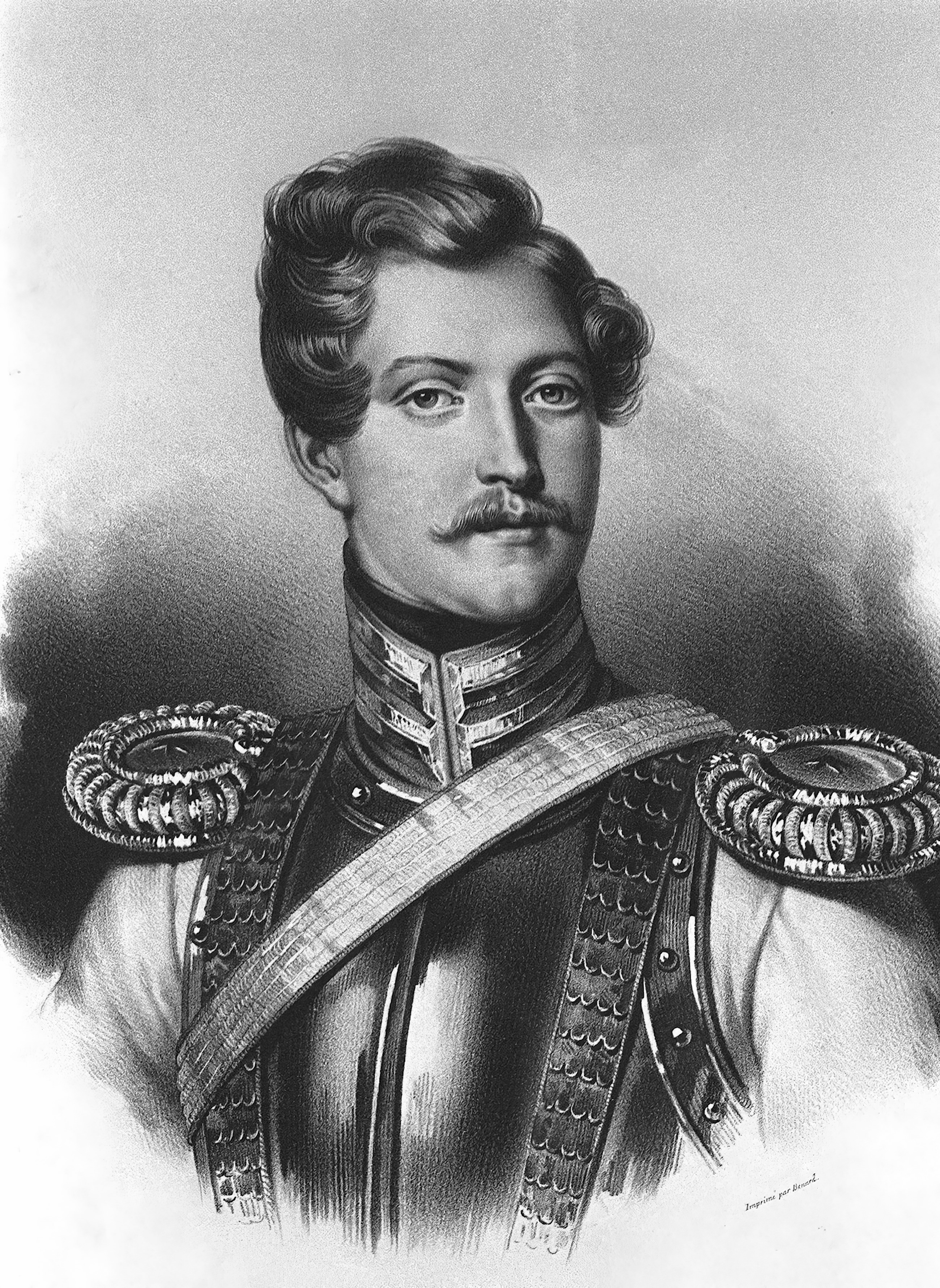
ジョルジュ・ダンテス

ジョルジュ＝シャルル・ド・エシュラン・ダンテス（仏: Georges-Charles de Heecheren d'Anthès、1812年2月5日 - 1895年11月2日）は、フランス人士官で、プーシキンと決闘を行った人物である。
アルザスのコルマールで、王党派のエミグレの家に生まれた。サンシール陸軍士官学校を卒業したのちフランス7月革命ではシャルル10世側に立って戦うも敗北し、7月王政への忠誠を拒絶してプロイセンへ渡り、1833年にサンクトペテルブルクに亡命。オランダ大使ヤコブ・ファン・ヘッケレン男爵によってペテルブルクの社交界に引き出された。美男子で放蕩者のダンテスは、ヘッケレン男爵と男色の関係にあったと言われる。1836年にヘッケレン男爵の養子となった。類稀な美人であったと言われるプーシキンの妻ナターリアを慕うようになる。ダンテスは1837年にナターリアの姉エカテリーナ・ゴンチャロワと結婚するが、その後もナターリアに言い寄り続け、業を煮やしたプーシキンは決闘を申し込んだ。決闘は1837年2月8日（旧暦で1月27日）、ペテルブルク郊外の雪原で行われた。プーシキンはダンテスの撃った弾を右腹部に受けて倒れ、その2日後に息を引きとった。ダンテスは逮捕されてペトロパヴロフスク要塞ヘ収監されたが、プーシキンが決闘を申しこんだという事実に鑑みて皇帝ニコライ1世により特赦された。しかし男爵の爵位は剥奪された。

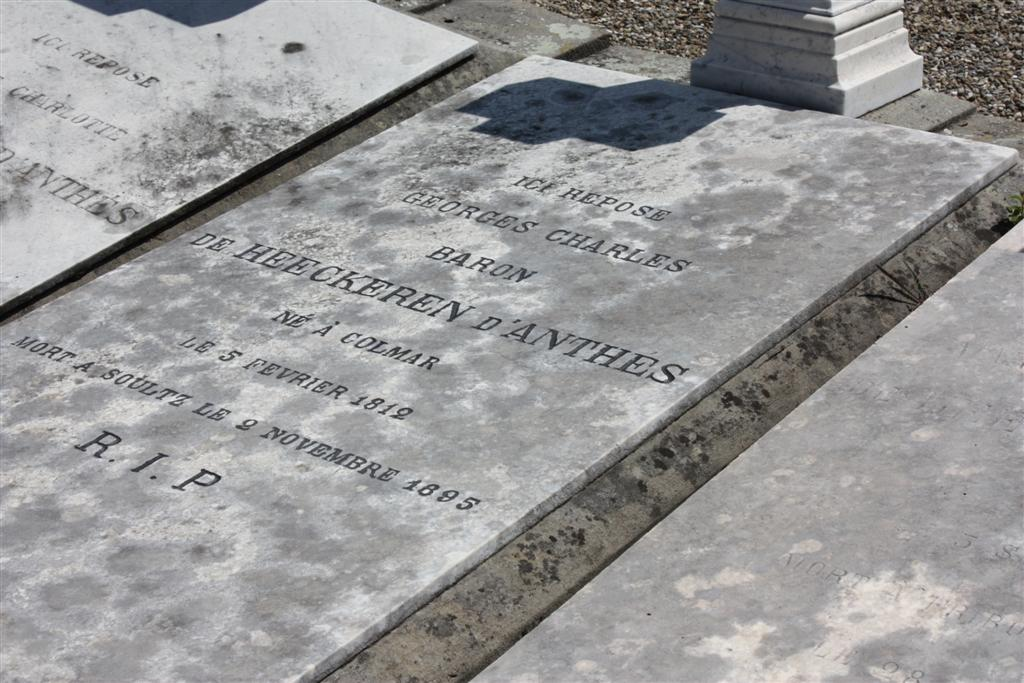
スルツ＝オー＝ランにあるダンテスの墓石

その後、護衛付きでベルリンへ妻エカテリーナと共に護送され、フランスに戻ったダンテスは、第二帝政期に元老院議員となった。妻エカテリーナは1843年10月15日に4人目の子の出産の際に死亡した。ダンテスはドイツ領となったエルザスのズルツ／オーバーエルザス（現在のソルツ＝オー＝ラン）の家で1895年に死亡し、同地の墓地に妻と共に埋葬されている。
現在、決闘のあった場所には1937年に作られた記念碑が立っている。